# Patrícia Ellen
Patrícia Ellen da Silva (São Paulo, 1978) é uma administradora, professora e ex-consultora brasileira. Fez parte da Secretária de Desenvolvimento Econômico, Ciência e Tecnologia do Estado de São Paulo, por 3 anos e 3 meses, deixando o cargo no dia 6 de abril de 2022.

## Biografia
Nascida no Campo Limpo, na Zona Sul de São Paulo, Patrícia se formou bacharel em Administração pela Faculdade de Economia, Administração e Contabilidade da Universidade de São Paulo (USP) em 2000, chegou a cursar direito ao mesmo tempo, mas não concluiu. Realizando MBA da Insead em 2005 e mestrado em Administração Pública (MC-MPA) pela Harvard Kennedy School em 2013.
Patrícia tornou-se sócia da McKinsey & Company em abril de 2011 e saiu da sociedade em 2017. Em 2018, se tornou CEO da Optum no Brasil, empresa de tecnologia em saúde do grupo UnitedHealth Group.
Ela também é membro e co-fundadora do Movimento Agora, além de ter sido membro do Conselho de Desenvolvimento Econômico e Social da Presidência da República de 2016 a 2018, durante a gestão de Michel Temer. Patrícia trabalhou como consultora na gestão Doria na Prefeitura de São Paulo, em um projeto de planejamento estratégico e de visão de longo prazo para a cidade.

## Prêmios e Homenagens
- 2016 — Jovem Líder Global pelo Fórum Econômico Mundial[7]